# Académie Horlogère des Créateurs Indépendants
Die Académie Horlogère des Créateurs Indépendants (französisch für: Akademie selbständiger, schöpferisch tätiger Uhrmacher, AHCI) ist ein 1985 von Svend Andersen und Vincent Calabrese gemäss Art. 60 und ff des schweizerischen Zivilgesetzbuches (ZGB) gegründeter Verein zur Belebung der traditionellen handwerklichen Kunst der Uhrmacherei parallel zur industriellen Fertigung mechanischer Uhren. Der Verein hat seinen Sitz in Zürich im Kanton Zürich.
Die AHCI ist eine internationale Institution und umfasst zurzeit (2016) 34 Mitgliedern, 8 Ehrenmitglieder und 5 Kandidaten aus über zwölf Ländern, die unterschiedliche Uhren fertigen (Armbanduhren, Taschenuhren, Tischuhren, Pendeluhren, Kunstuhren, Spiel- und Flötenuhren).

## Zweck, Mitgliedschaft und Organe

### Zweck
- Erfindergeist und das Können der Uhrmacher zu fördern
- Bindung der Uhrmacherzunft festzulegen und anzuregen
- Durch die Vereinigung verschiedener Talente größere Geltung beim Publikum zu schaffen
- Den teilnehmenden Kunsthandwerkern eine entsprechende Anerkennung zu verschaffen

Die AHCI gibt ihren Mitgliedern und Kandidaten die Möglichkeit, an gemeinsamen Ausstellungen teilzunehmen, um einem breiten Publikum ihre Uhrenkreationen zu präsentieren.

### Mitgliedschaft
Um Mitglied zu werden, bedarf es mehrerer Voraussetzungen:
- uhrmacherische Fähig- und Fertigkeiten
- ein Kandidat muss eigene Konstruktionen entwickeln und eigenständig herstellen
- zwei Paten müssen neue Kandidaten unterstützen und bewerten
- der Kandidat muss sein Ausstellungsstück mindestens dreimal auf einer AHCI-Ausstellung präsentiert haben
- die Kandidatur dauert mindestens zwei Jahre
- die Generalversammlung der AHCI muss einstimmig einer aktiven Mitgliedschaft des Kandidaten zustimmen.

Ein Kandidat muss also kein ausgebildeter Uhrmacher sein. Auch Autodidakten haben in der Uhrmachergeschichte Grosses vollbracht (beispielsweise John Harrison oder George Daniels). Unter den Mitgliedern sind daher unter anderem Physiker oder Ingenieure zu finden.
Die Kontrolle der handwerklichen Fertigkeiten ist streng. Nach wie vor muss ein Kandidat dazu in der Lage sein, ein eigenes Kaliber herzustellen.

### Organe
Die Mitgliedervollversammlung ist das wichtigste Organ und tritt zweimal im Jahr zusammen. Im Frühjahr zur Baselworld und im Herbst; abwechselnd organisiert von einem der Mitglieder:
- 2005 bei Vianney Halter (Sainte-Croix/Schweiz)
- 2006 bei Aniceto Jiménez Pita (Barcelona/Spanien)
- 2007 bei Marco Lang (Dresden/Deutschland)
- 2008 bei Peter Wibmer (Wien/Österreich)

## Mitglieder
Zu den bedeutenden Mitglieder gehören die beiden Gründer und die Ehrenmitglieder George Daniels, Jean Kazes und Peter Schmid. Der organisatorische Vorstand besteht aus: Aaron Becsei, Robert Bray, Konstantin Chaykin und Marco Lang (Präsident).

### Mitgliederliste
Seit der Gründung 1985 haben viele Uhrmacher ihre Karriere in der AHCI gestartet. Einige haben sich weiter entwickelt und sind nicht mehr aktiv dabei. Die Zahlen in Klammern beschreiben die Dauer von/bis ihrer Mitgliedschaft, wobei das Austrittsjahr das Jahr ihrer letzten Erscheinung in der offiziellen Mitgliederliste darstellt.
| Name               | Land | Eintritt | Austritt |
| ------------------ | ---- | -------- | -------- |
| Svend Andersen     | CH   | 1985     | -        |
| Søren Andersen     | DK   | 1992     | 2017     |
| Asaoka Hajime      | JPN  | 2015     | -        |
| Ludovic Ballouard  | CH   | 2015     | -        |
| Felix Baumgartner  | CH   | 1999     | -        |
| Aaron Becsei       | HUN  | 2009     | -        |
| Robert Bray        | GB   | 2007     | -        |
| Vincent Calabrese  | CH   | 1985     | -        |
| David Candaux      | CH   | 2019     | -        |
| Konstantin Chaykin | RUS  | 2010     | -        |
| Valerii Danevych   | UKR  | 2014     | 2017     |
| Nicolas Delaloye   | CH   | 2009     | 2017     |
| Philippe Dufour    | CH   | 1997     | -        |
| Miki Eleta         | BIH  | 2008     | -        |
| Paul Gerber        | CH   | 1988     | -        |
| Beat Haldimann     | CH   | 2002     | -        |
| Vianney Halter     | FR   | 2000     | -        |
| Marc Jenni         | CH   | 2012     | 2017     |
| Xu Jiabao          | CHN  | 2017     | -        |
| F. P. Journe       | FR   | 1988     | -        |
| Frank Jutzi        | CH   | 2000     | -        |
| Lin Yong Hua       | CHN  | 2019     | -        |
| Masahiro Kikuno    | JPN  | 2013     | -        |
| Christian Klings   | GER  | 2009     | -        |
| Marco Lang         | GER  | 2005     | -        |
| Bernhard Lederer   | GER  | 1985     | -        |
| Ma Xushu           | CHN  | 2015     | -        |
| John McGonicle     | IRL  | 2013     | 2017     |
| Franck Muller      | CH   | 1989     | 2005     |
| Sebastian Naeschke | GER  | 2006     | -        |
| Rainer Nienaber    | GER  | 1993     | 2017     |
| Jozep Op de Beeck  | NED  | 1990     | 1995     |
| Raúl Pagès         | ESP  | 2017     | -        |
| Aniceto Pita       | ESP  | 2006     | 2017     |
| Thomas Prescher    | GER  | 2005     | 2017     |
| Antoine Preziuso   | CH   | 1996     | -        |
| Alessandro Rigotto | I    | 2019     | -        |
| Josef Snétivy      | CH   | 1990     | 1999     |
| Peter Speake-Marin | GB   | 2004     | 2017     |
| Leonardo Spinelli  | I    | 1990     | 1995     |
| Andreas Strehler   | CH   | 2000     | -        |
| Kari Voutilainen   | FIN  | 2006     | -        |
| Volker Vyskocil    | GER  | 2005     | 2017     |
| Philippe Wurtz     | GER  | 2005     | 2017     |
| Zehua Tan          | CHN  | 2019     | -        |

### Ehrenmitglieder
- George Daniels
- Jean Kazes
- Matthias Naeschke
- George Daniels
- Joseph Snétivy
- Tai Yu Kiu
- Christian Van der Klaauw
- Peter Wibmer

## Geschichte
Den Grundstein zur Entstehung der AHCI legte Vincent Calabrese. Er entwarf für den Uhrenhersteller Corum das Modell „Golden Bridge“, behielt sich aber die Rechte vor, das entworfene Kaliber auch selbst zu verwenden. Er merkte aber, wie schwer es für einen einzelnen unabhängigen Uhrmacher ist, seine Produkte zu vermarkten.
Er wusste, dass er nicht der einzige Hersteller mit diesem Problem war. Mit seinem Freund Svend Andersen erfolgte 1985 die offizielle Gründung. Im Uhrenmuseum von Le Locle präsentierte sich die AHCI erstmals dem Publikum. 1987 folgte die erste gemeinsame Ausstellung auf der Uhren- und Schmuckmesse in Basel. Mittlerweile waren auch George Daniels, Bernhard Lederer und Franck Muller Mitglieder.

## Bedeutung
Die Aufnahme in die AHCI bedeutet für Uhrmacher neben dem Ansehen vor allem wirtschaftliche Vorteile, wie zum Beispiel die gemeinsame Präsentation auf Ausstellungen.
Eine wichtige Erfindung im 20. Jahrhundert im Bereich der mechanischen Uhren machte George Daniels. Bereits in den 1970er Jahren erfand er die Co-Axial-Hemmung. 1994 beschloss der Uhrenhersteller Omega SA diese Hemmung in Serie zu fertigen und 1999 wurde die Serie „De Ville“ auf den Markt gebracht.
Der Lederwarenhersteller Goldpfeil verpflichtete im Jahr 2001 sieben Mitglieder der AHCI, um für das Unternehmen eine Uhrenkollektion zu entwerfen. Auch der amerikanische Schmuck- und Uhrenhersteller Harry Winston verpflichtete seit 2001 hauptsächlich Mitglieder der AHCI für seine Uhrenreihe „Opus“.
Vincent Calabrese entwarf neben der Corum „Golden Bridge“ auch 1985 für Blancpain einen fliegenden Tourbillon mit einer achttägigen Gangreserve.
Neben verschiedenen Auszeichnungen (Prix Gaia 2007 / Chronosaward 2007 für Innovationstechnik) hält Paul Gerber den Weltrekord für die kleinste Holzuhr der Welt (Werkhöhe 2,2 cm) und hielt bis 2010 den Rekord für die komplizierteste Uhr der Welt. Diese Uhr befindet sich im Besitz von Lord Aaran (Schweiz) und besteht aus insgesamt 1116 Teilen. Beide Uhren sind im Guinness-Buch der Rekorde eingetragen. Er entwarf auch eine Weckerindikation, die von Fortis Uhren unter dem Namen „F2001“ seit 1997 vermarktet wird. Einige Fabergé-Eier enthalten seine Uhrwerke. Viele Entwürfe und Erfindungen von AHCI-Mitgliedern kamen so in eine größere Serienproduktion.
Da viele AHCI-Mitglieder ihre Uhren in einer limitierten Auflage oder als Einzelstücke verkaufen, werden sie bei Sammlern geschätzt. So erreichte eine Taschenuhr von George Daniels (angefertigt für Cecil Clutton in 1969) bei einer Antiquorum-Versteigerung in den USA einen Erlös von 244.500 $. Der ursprüngliche Preis lag bei 1900 englischen Pfund.